# Kanton Lyon-X
Der Kanton Lyon-X war bis 2015 ein französischer Kanton im Arrondissement Lyon und in der Region Rhône-Alpes. Er gehörte ursprünglich zum Département Rhône und umfasste einen Teil des 7. Stadtbezirks (frz.: 7e arrondissement) von Lyon. Der Kanton wurde abgeschafft, als die Métropole de Lyon zum Jahreswechsel 2014/2015 das Département Rhône als übergeordnete Gebietskörperschaft ablöste und die Kantone ihre Funktion als Wahlkreise verloren. Letzter Vertreter im conseil général des Départements war Jean-Pierre Flaconnèche (PS).